# 圓尾雙色鰨
圓尾雙色鰨為輻鰭魚綱鰈形目鰨亞目鰨科的其中一種，分布於東大西洋比斯開灣至南非好望角半鹹水、海域，棲息深度10-460公尺，本魚體灰褐色，有小深色斑點，胸鰭黑色，有灰白的邊緣，背鰭軟條81-90，臀鰭軟條65-77枚，體長可達30公分，棲息在沙泥底質底層水域，小型底棲性生物為食，生活習性不明，可做為食用魚。